# Circus of Power
Circus of Power fue una banda de heavy metal formada en la ciudad de Nueva York en 1986, fundada por el cantante Alex Mitchell. Grabaron cinco álbumes, de 1988 a 1993.

## Músicos
- Alex Mitchell - voz (1986 - 1995)
- Ricky Mahler - guitarra (1986 - 1995)
- Gary Sunshine - guitarra (1986 - 1995)
- Marc Frappier - bajo (1991 - 1995)
- Craymore Stevens - bajo (1986 - 1990)
- Ryan Maher - batería (1986 - 1991)
- Victor Indrizzo - batería (1991 - 1995)
- Zowie Ackermann - bajo (1990 - 1991)

## Discografía
- Circus of Power (1988)
- Still Alive (1989)
- Vices (1990)
- Live at The Ritz (1990)
- Magic & Madness (1993)
- "Four" (2017)
- "The Process of illumination (ep)" (2020)